# Давид Попов
Давид Попов е централен защитник. Играл е с №3 във футболен клуб „Локомотив“ Пловдив. Дългогодишен състезател и капитан на клуба. Започнал футболната си кариера на 16 години – през 1943 г. Първият футболист от град Пловдив удостоен със званието
„Майстор на спорта“. Приключил състезателната си дейност след 19 години активен спорт, отдаден на любимия си „Локомотив“ през 1962 г. Той ще остане завинаги в душите и сърцата на пловдивската футболна общественост като незабравимия Давидко – Попето.